# Heterostegane boghensis
Heterostegane boghensis là một loài bướm đêm trong họ Geometridae.